# イェーガン

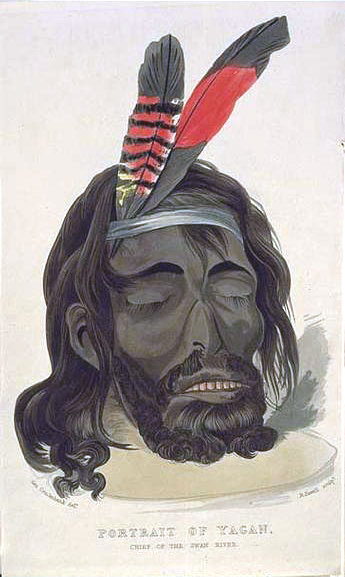
ジョージ・クルックシャンク画『イェーガンの肖像』
この絵は、断首され燻製にされたため大幅に縮んだイェーガンの頭部を模写したもの。ジョージ・フレッチャー・モーによると、「（これを元に）逞しい顔つきを思い浮かべながら大きくする」想像を加えれば生前のイェーガンの面影に近づくという。

イェーガン（英: YaganまたはEagan、[ˈjæɪgən]、1795年? - 1833年7月11日）は、オーストラリア先住民族アボリジニの一部族ヌンガー族の戦士。
パースに入植しその地を支配したヨーロッパ人に対するアボリジニの抵抗運動において、重要な役割を担った。入植者を何度も襲撃したイェーガンには生死を問わない懸賞金がかけられ、最終的にヨーロッパ人の若者に射殺された。
彼の死は西オーストラリア州において、入植した者たちが先住民族に為した不正や、時に野蛮きわまりない処遇をなした象徴として伝承されている。そしてイェーガンは、ヌンガー族の勇者としてオーストラリア中に知られている。
イェーガンの首級はロンドンに送られ、「人類学上の珍品」として一世紀以上博物館に展示された。この首は1964年に無縁墓地に埋められ忘れ去られたが、1993年に場所が特定されると4年後に掘り返され、オーストラリアに返還された。以後、彼を再埋葬する方法についてパースの先住民族間で長く大きな議論と衝突が生じた。

## 生涯

### 人物
イェーガンは、西オーストラリアに居住していたWhadjuk派ヌンガー族の、60人ほどの部族に生まれた。当時の開拓者のひとりロバート・リオンによると、その部族はBeeliarと呼ばれていたという。ただし今日では、ジャーナリストのデイジャ・ベイツがいうように、Beeliarと呼ばれた部族よりも大きい規模のグループに属す一集団だったという説が主流である。
リオンは、Beeliar族はスワン川とカニング川の南岸に接する地域からマングルス湾の南までを領土としていたと説明している。その一方でモンガー湖やヘレーナ川北東にまで及ぶより広い地域を支配していた可能性を示唆する証拠も存在する。さらに、血縁や婚姻を通じて周辺の他部族とも親しいつながりを持ち、彼らは想像を上回る広域に影響力を及ぼしていた。
イェーガンが生まれたのは1795年前後だと考えられている。彼の父親MidgegoorooはBeeliar族の長老であり、おそらく二人の妻を娶っていたものと思われている。イェーガンはヌンガー族で「Ballaroke」の階級にあった。ネヴィル・グリーンは、彼には妻と二人の子供がいたと唱えているが、多くの検証では彼は独身であったと結論づけている。印象的なたくましい体躯と平均以上の身の丈を持ち、イェーガンは「部族の法によって認められた優れた男」を示す入れ墨を右肩に入れていた。彼はまた、部族内で最も力持ちとしても知られていた。

### 移民者との確執
1829年、イギリスからの移民が彼らの土地に現れ、スワン川岸に植民地を設けた。ヌンガーは白人の移民者を、死者の魂がこの世に戻ってきた「Djanga」と考えたこともあり、また何らかの資源をめぐる所有権について争うことも無かったため、最初の2年間は両者間に争いはほとんど生じなかった。しかし、時が経つにつれ異文化が接触した際の軋轢は顕著となり、やがて衝突が起こるようになった。移民者たちはヌンガーを放牧民族とみなし、土地を自由に往来しようが、耕作などのために囲いを設けようが、何ら主張や宣言をせずとも問題ないと考えていた。柵は段々と広がり、ヌンガーの昔からの放牧地や神聖とみなしていた地をも侵食し始めた。1832年頃には、払い下げられた土地に阻まれイェーガンのグループはスワン川やカニング川に近づくことすら出来なくなっていた。猟場を失ったヌンガー族たちは、獲物を探し回った末に移民者の作物や牛に手を出さざるを得なくなった。また、移民が持ち込んだ小麦など目新しい食べ物の味を覚えたヌンガーたちは窃盗に走り、植民地にとって深刻な問題となりつつあった。一方で、茂みに火を放って新芽の発育を促すアボリジニ伝統の火入れ耕作が、移民が建てた家屋に火災の危険をもたらすことも問題視された。
西オーストラリア最初で深刻なアボリジニの反乱は、1831年12月に起こった。農場経営者アーチボルド・バトラーのところで働いていた使用人トーマス・スメドレーは、ジャガイモ泥棒を畑で待ち伏せていたところ、盗みにやってきたアボリジニたちを見つけ発砲した。この銃撃を受け死亡した男はイェーガンの家族の一員だった。数日後、イェーガンは父Midgegoorooや他の数名と復讐のために農場の家を襲い、ドアが施錠されているとみるや日干し煉瓦の壁を壊し始めた。その家に住んでいたのは銃撃したスメドレーではなく、他の使用人のひとりエリン・エントウィッスルと二人の息子エニオンとラルフだった。エリンは子供たちをベッドの下に隠し、話し合うためにドアを開けた。だが、イェーガンと父は有無を言わさず槍を振るって突き刺し、エントウィッスルは即死した。ヌンガー族の掟では、殺人の報復は必ずしも当事者ではなくとも、部族内の誰かに向けられてもよいものとされていた。銃撃したスメドレーも、殺されたエントウィッスルも、同じバトラーと生活を共にする部族グループの構成員と見なす限り、ヌンガー族にとってこの復讐は正当なものと言えた。
しかし、白人移民者側から見れば、この事件は無実の者が殺された犯罪行為であった。

### 逮捕そして脱獄
1832年6月にはイェーガン率いる集団が、カニング川流域のケルムスコットで小麦畑で種まきをしていた二人の作業者を襲撃した。ひとりは逃げ出したが、もうひとりのウィリアム・ゲイズは槍を受けて負傷し、後に死亡した。イェーガンはアウトローとみなされ、彼の捕縛には20UKポンドの賞金がかけられた。巧みに逮捕から逃れていたイェーガンだったが、10月には漁師のグループが彼と仲間2人を巧みにボートまで誘いこみ、水深の深いところへボートを押しやって、彼らを捕まえることに成功した。イェーガンら三人のヌンガーたちはパースの衛兵所、次いでフリーマントルのラウンドハウスに身柄を移された。イェーガンには死刑の宣告が下されたが、移民者のひとりロバート・リオンが彼の弁護を買って出た。リオンは、イェーガンらからすれば当地の植民地化は侵略行為に等しく、彼らの行動はいわば抗戦行為であると主張した。そして、捕縛された彼は、犯罪者ではなく戦時の捕虜相当にあつかうべしとの意見を述べた。ジョン・セプチマス・ロウの勧告を受けた州知事の判断のもと、イェーガンたちはリオンと二人の兵士が監視する中、カーナック島への追放処分となった。
リオンには、イェーガンに文明とキリスト教を教え込み、ひいてはヌンガー族そのものを白人社会の枠内に引き込もうという思惑があった。そのためにリオンはイェーガンから彼らの言語や習慣について聞き出すことに多くの時間を割いた。しかし、リオンの目論見はすぐに潰えてしまう。翌月、イェーガンたちは放置されたディンギーを盗み、秘かにカーナック島を脱出して本土のウッドマン岬に逃れた。だが政府は、処罰は充分に行われたものとみなし、彼らを再び捕らえようとする試みを行われなかった。

### コロボリー
1833年1月、キングジョージ湾岸に住む、白人移民と友好的なヌンガー族のGyallipertとManyatがパースを訪れた。移民のリチャード・デイルとジョージ・スミスは、彼らと当地のヌンガー族とが会う機会を設けた。それは、キングジョージ湾でのような良好な関係をスワン川植民地でも築くきっかけになることを期待したものだった。同月26日、モンガー湖のほとりでGyallipertとManyatは、正武装で身を固めた10人の集団を率いたイェーガンと面会した。彼らは武器を交換し、コロボリーの儀礼を通じてお互いの言葉が通じ合うことを確認した。槍投げの競技が催され、Gyallipertと競ったイェーガンの投擲は25mの距離から見事に的を射止めた。
GyallipertとManyatは暫くの間パースに逗留した。3月3日には許可を得て、イェーガンたちはふたたびコロボリーの儀礼を行った。この時にはポストオフィス公園が会場となった。朝の薄明かりの中、パースとキングジョージ湾それぞれのヌンガーは対面し、白いペイントを施した身体を躍動させ、カンガルー猟を象徴する踊りなどを舞った。その模様を取材した『ウエスト・オーストラリアン』『パース・ガゼット（The Perth Gazette）』両紙は、「イェーガンは儀式を主催し、その振る舞いは限りない優美さと威厳に満ちていた」と伝えた。

## お尋ね者イェーガン

### 絶えぬいざこざ
しかし、キングジョージ湾からの客が逗留していた2月から3月頃にも、イェーガンらヌンガーと移住者とのいざこざは続いた。2月に報告された移民のウィリアム・ワトソンの苦情によると、イェーガンは彼の家に押し入り、銃を寄越すよう迫り、ハンカチを奪い、さらに小麦粉やパンを強奪して行ったという。翌月、イェーガンはノーコット中尉の部隊からビスケットを受け取ったヌンガーの集団の中にいた。ノーコットは分け与える品を渋ったが、イェーガンは槍を突きつけて脅し取った。その翌月には、イェーガンたちの集団が主人のワトソンが留守にしていた家にふたたびに押し入った。この時は、ワトソンの妻が隣家に助けを呼びに行き、それを見た彼らは一旦は去ったが、翌日また現れもした
。
このような絶え間ないいざこざをパース・ガゼット紙は、「たった一本の針と人生を引き換えにするがごとき、ならず者の無謀な蛮勇。かくもつまらなき犯罪。彼（イェーガン）は気に障った者の命を奪うことにためらいを持たず、いざこざ在るところ常に彼はその先頭にいる」と報じた。

### 決定的な事件
4月29日の夜、ヌンガーの強盗団が小麦粉を盗もうとフリーマントルの商店に押し入った。これに対し、店を管理していたピーター・チッドローは発砲して応戦した。この騒動でイェーガンの兄弟であったDomjumが撃たれ、数日後には投獄された牢屋で死亡した。この報に触れたイェーガンは復讐を誓い、プレストン岬で強盗団の生き残りたちを合流した。ブルクリークの本街道沿いに集結した50〜60人のヌンガーたちは、やがて食糧を運搬する移住者の荷車隊を見かけた。ヌンガーたちは荷馬車襲撃を決め、数日後に待ち伏せてこれを襲い、2人の白人男性・トムとジョン・ベルビックを槍で突き刺して殺した。本来、部族の掟ではDomjumの死に対する償いならば奪える命は一人分であるはずだった。が、後に集団のひとりマンディが証言したところによると、殺された二人の男は前々から現地人を虐待しており、事実ベルビックは以前にアボリジニや有色人種の船員に対する暴行で有罪判決を受けていた。また、アレクサンドラ・ハズラクは略奪にあせる気持ちが暴走した結果だとも主張したが、これには反論も提示された。
しかしながら、ベルビック殺害の一件を理由に、フレデリック・アーウィン中佐はイェーガン、Midgegooroo、マンディを有罪とし、Midgegoorooとマンディの捕縛には20UKポンドの、イェーガンには生死を問わない30UKポンドの賞金が掛けられた。
マンディは無実を主張して認められたが、イェーガンとMidgegoorooは追われる身となったことを感じ取り、自分たちの縄張りから去って北のヘレナ谷へ逃亡した。しかし事件から4日後、Midgegoorooはヘレナ川で逮捕され、数日後には死刑判決を受けて銃殺に処された。だがイェーガンはその後の消息が掴めなかった。

### イェーガンの思い
5月下旬、移民のひとりジョージ・フレッチャー・モーは、アッパースワンで逃亡中のイェーガンと会い、現地語と混成英語で会談する機会を持つことに成功した。その時の様子を、モーは「イェーガンは歩み寄り、左手を私の肩にかけ、真剣な瞳で私の顔を覗き込みながら、右手でジェスチャーを交えて語った。その言葉を理解できなかったことが悔やまれる。だが、彼の口調やふるまいから、おおよそ彼が言いたかったことを推測できた。彼は、あとからやってきた私たちによって、彼らが住む場所から追い出され、彼らの生活を邪魔されていると言った。ただ自分たちの土地を歩くだけで白人から銃を撃たれるとも言った。そして、自分たちが何故そのように扱われるのかと問いかけた」と伝えている。
この意見についてハズラクは、モーはイェーガンの言語をほとんど知らなかったため、イェーガンが主張したかった真実よりも「白人側の良心の呵責」が一部紛れ込んでしまっていると推測している。
この席で、イェーガンは父の消息を尋ねた。モーは答えなかったが、使用人のひとりがカルナック島で投獄されていると言った。これを聞き、イェーガンは「もし白人がMidgegoorooを撃ったならば、3人の命で償わせる」と警告した。結局モーは行政長官に報告するのみで、イェーガンを捕らえようとはしなかった。彼は、「誰もが彼の逮捕を望んでも、心の底ではそうならないことを願っているだろう。彼の勇気は、人をして賞賛に駆り立てる何かを秘めている」と書き残している。

## 射殺

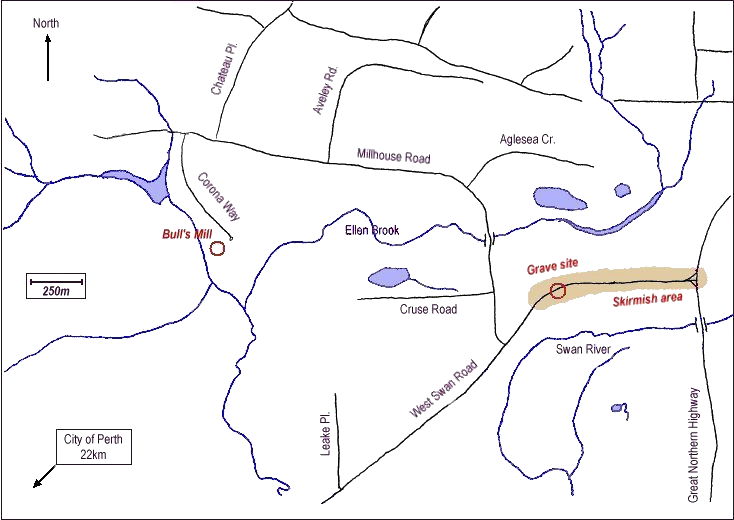
ヘンリー・ブルの製粉所（左の赤丸）、事件が起こった地域（黄色）そしてイェーガンの体が埋められたと推測される場所（右の赤丸）を示す地図

1833年7月11日、キーツ家の18歳と13歳の兄弟ウィリアムとジェームズは、スワン川北岸のギルフォード (西オーストラリア州)で牧牛の番をしていた時、ヘンリー・ブルの家から食糧の小麦粉を盗もうと近づくヌンガーの集団を見つけた。少年たちは親しげな言葉を掛けながらイェーガンに近づき、彼らをかくまうと申し出た。イェーガンはこれを受けて翌朝まで留まったが、実は兄弟は賞金欲しさに彼を騙していた。ウィリアムは一度イェーガンを撃とうと試みたが、この時は撃鉄が引っかかるトラブルを起こし失敗した。イェーガンたちが部族の元へ戻ろうとした時を最後のチャンスとばかり、兄弟は銃で撃ちかかった。ウィリアムの弾はイェーガンを、ジェームズは他のヌンガー・Heeganを撃ったが、残りの男たちは槍を投げて少年たちに向かって反撃に出た。兄弟は川へ逃げたが、ウィリアムは槍に撃たれて死んだ。ジェームズは川に飛び込んで逃げ切り、ヘンリー・ブルの農場から武装した移住者たちとともに引き返して来た。
ジョージ・フレッチャー・モーが記録したところによると、この事件の直後に軍隊が現場に向かったと伝えた。彼は「おそらく先住民への脅しをかけるためか、または死体を回収するための行動」だったのではと推測している。移住者たちが駆けつけると、そこにイェーガンの死体と瀕死のHeeganを見つけた。モーによると「うなり声をあげるHeeganの頭部は一部が吹き飛んでいた。それが哀れみのためか、残虐なふるまいなのかは何とも言えないが、一人の男がHeeganの頭に銃を向け、打ち砕いた」という。イェーガンの首はこの時切り離され、部族の紋章が入れられた背中の皮が剥ぎ取られた。そして、身体は少し離れたところに埋められた。
ジェームズ・キーツは賞金をせしめたが、その行動は批判に晒された。パース・ガゼット紙は「野蛮で不誠実なふるまい。これがほめられた行動だという賞賛を耳にする事ほど不快なことはない」とイェーガン銃殺の件を報じた。
数ヵ月後、キーツ一家は植民地を後にした。理由は定かではないが、報復を恐れた側面もあったと推測される。

## 首級が辿った運命

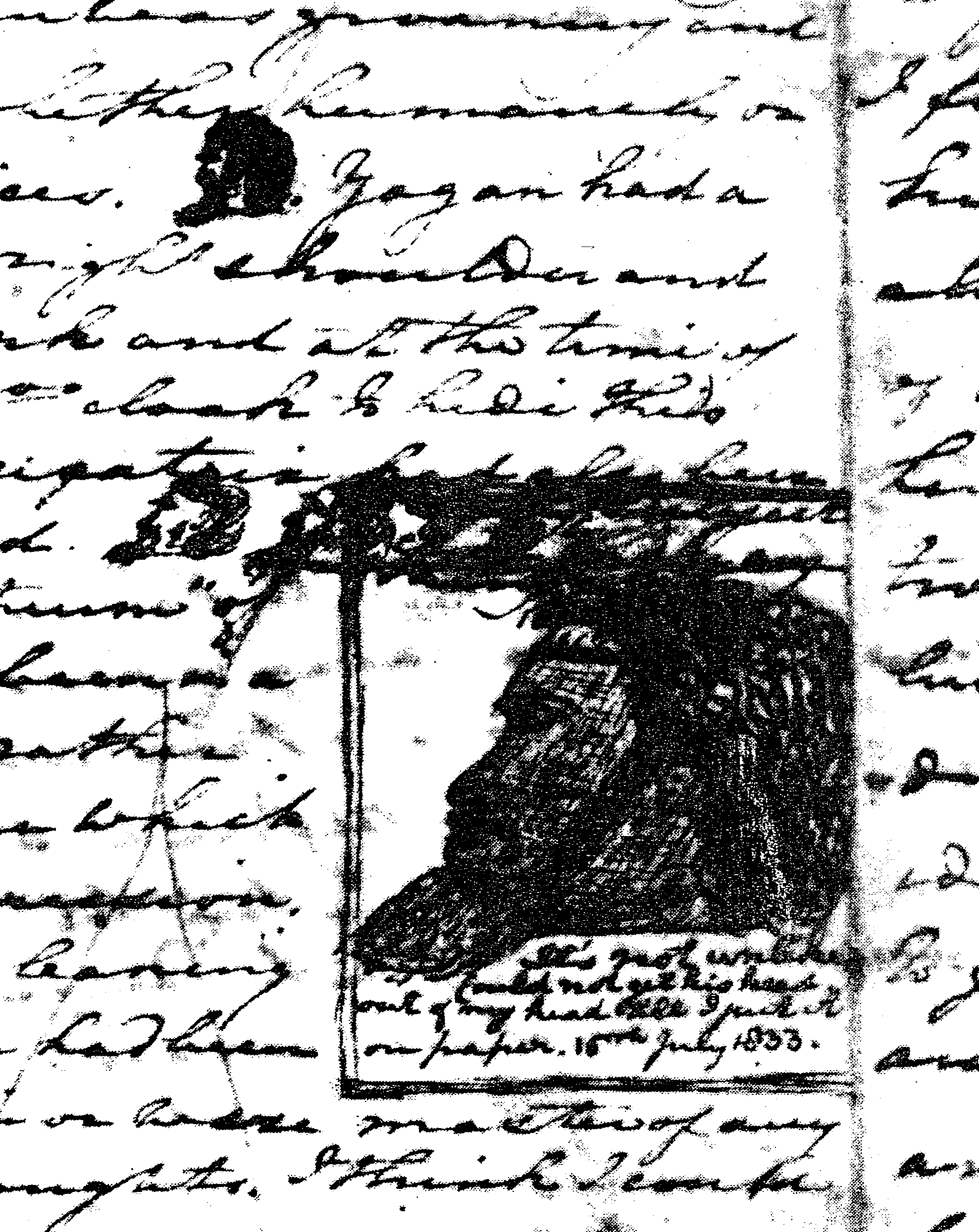
ジョージ・フレッチャー・モーが日記に手書きで記したイェーガンの首のスケッチ

### 見世物となった首
イェーガンの首は当初、ヘンリー・ブルの家に持ち込まれた。そこでそれを見たモーは手書きの私蔵用日記にスケッチを取り、「これは、どこかの博物館で所蔵する方がいいかもしれない」と意見を述べた。これを受けて、腐敗を防ぐために首は木に吊るされ、約3ヶ月間ユーカリのチップで燻され続けた。
1833年9月、イェーガンの首は陸軍中尉ロバート・デールの手に渡り、イギリスへ運ばれた。デールは、この首は「人類学上の珍品」だと言ってフレデリック・アーウィン大佐を説得したという。
デールはロンドンに到着すると、解剖学者や骨相学者たちの間を廻り、首を「2〜3倍の価値はある」とふっかけながら20 UKポンドで売り込んだ。しかし買い手は見つからず、仕方なくデールは外科医のトーマス・ペティグルーに一年間首を貸し出した。古物収集家としても知られていたペティグルーは、私的なパーティーを催しては検死した古代エジプトのミイラを展示することでロンドンの社交界で有名な人物だった。彼は、デールのスケッチから作成したキングジョージ湾の風景画をバックに、ヘアバンドとアカオクロオウムの羽根をあしらった首をテーブルに据えて展示し、客に見せた。
ペティグルーはまた、骨相学者に首を分析させた。イェーガンの頭蓋骨後部には銃撃された際の骨折が広範囲にわたっていたため難しいとも思われたが、分析の結果は、当時のヨーロッパが持つオーストラリア先住民についての知見と予想通り一致した。
この評価を含んで、デールは小冊子『Descriptive Account of the Panoramic View & of King George's Sound and the Adjacent Country 』（意：キング・ジョージ・サウンドと周辺地域を包括する説明の記述）を発行した。
この本は、表紙にジョージ・クルックシャンクが描いたイェーガンの首のアクアチントに手彩色された絵が描かれ、ペティグルーの夜会の土産として売られた。
1835年初頭、イェーガンの首は風景画ともどもリヴァプールに住むデールに返却された。10月12日、デールはリヴァプール王立協会にイェーガンの首を売り込んだ。首は、解剖頭蓋を説明した他の標本や蝋製模型などと一緒に展示されたと思われる。1894年に協会の所蔵品は分配され、イェーガンの首はリヴァプール世界博物館に貸し出されたが、そこでは展示されなかったと考えられる。

### 埋葬
1960年代に入ると、首は傷みが激しくなり、1964年4月に廃棄の決定が下された。同月10日イェーガンの首は、ペルーのミイラやマオリの首とともに合板の箱に詰められ、エヴァートン墓地の一般区画16番296墓に埋められた。特に墓標は設けられなかったため、後に、その周囲ではたくさんの埋葬が行われた。1968年には地元の病院が、20体の死産胎児と生後24時間以内に亡くなった2人の新生児を、博物館が埋めた箱の真上に埋葬した。

### 送還の陳情
何十年にも亘って、少なくとも1980年代初期の頃から、多くのヌンガーの集団がイェーガンの首返還を叫んでいた。1996年にイェーガンについての著作を記したアボリジニのKen Colbungはその心情を語った。「アボリジニの信仰に根付く考えから、首が揃わないままではイェーガンの魂が浮かばれることは無いと皆思っている。頭部と胴体が別々にあっては、彼の魂が束縛から逃れられることは無く、永遠不滅への旅立ちを足止めされていると考えるのだ」
しかしその頃、ペティグルーが手放した後のイェーガンの首の消息は不明だった。1980年初頭、部族長らの命を受けた長老のひとりKen Colbungは捜査を開始した。1985年、ColbungはLily Bhavna Kaulerを雇いイギリス中の博物館へ問い合わせをさせたが、その時は目立った成果を得られなかった。1990年代に入ると、ロンドン大学の考古学者ピーター・ウッコは捜査へ協力し、ウッコの研究員の一人クレシダ・フォードがオーストラリア政府の資金援助を得て文献調査に取り掛かった。1993年12月、クレシダはイェーガンの首の行方に辿り着いた。これを受けてColbungは、翌年4月に1857年埋葬法25節に則って発掘の許可を申請した。しかしこれを受けた英国内務省は、箱の上に埋葬された22人の新生児の近い親族の許諾が必要だとした。これに対しColbungが雇った行政書士は、発掘はイェーガンの親族にとってとても大きな意味を持ち、またオーストラリアにとっても国家的な重要性を帯びていると主張し、この制約は放棄されるべきだと要求した。
この頃、パースのヌンガー族コミュニティは分裂の気配を見せており、多くの長老たちが首の本国帰還活動におけるColbungの役割に疑問を呈したり、あるヌンガーなどはリバプール市議会に対してColbungへの不満を訴える行動を見せた。コミュニティ内部では誰がイェーガンの首を受け取るに足る文化継承者かについて、激しい議論が巻き起こっていた。7月25日、パースで公開討論が行われ、参加者たちは立場の違いを乗り越え、首の本国送還についての「国家的成功」を目指すことで一致した。こうして「イェーガン運営委員会」（A Yagan Steering Committee）が設立されて返還調整が行われ、Colbungは活動の継続が認められた。
1995年1月、英国内務省は、新生児の親族たちの同意無しに発掘は行うことは認められないとColbungに連絡した。内務省は住所が判明している5家族に接触したが、無条件の同意を得られたのはたった1家族からだけだった。そして同年6月、内務省はColbungや他の利害関係者に、発掘許可申請の拒絶を正式に通知した。
9月21日、イェーガン運営委員会は会合を開き、オーストラリアとイギリス政府に協力を求める圧力を掛けることを決め、実行に移した。1997年5月20日、Colbungはイギリス政府から費用持ちで招かれた。この訪問はマスメディアに取り上げられ、政府への政治的圧力を強める効果ももたらした。その上、英国首相へのアポ無し訪問を遂げた後には、前オーストラリア首相のジョン・ハワードからの協力も確保した。

### 発掘

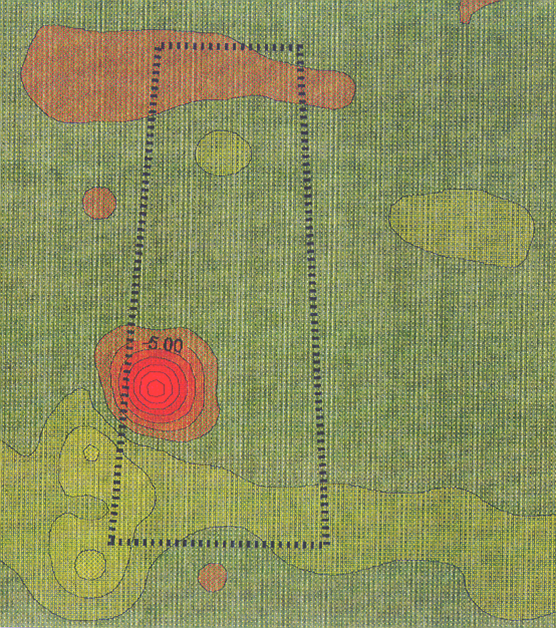
地表から計測された電気伝導測定によるイェーガン埋葬地周辺の彩色走査線図。変則的な電磁気の反応が見つかった。

Colbungの英国滞在中、内務省はマーティンとリチャード・ベイツに墓地の調査を依頼した。彼らは地球物理学の手法を導入し、電磁気学と地中レーダー探査技術を駆使して調査に当たった。こうして特定されたた箱のおおよその位置は、横方向から掘り進めば取り出せる可能性を示唆していた。この報告書は英国内務省に提出され、イギリスとオーストラリア間で協議が持たれた。
しかし一方で英国内務省には、返還事業に携わっているColbungに抗議する手紙が無視できないほど多く届いていた。そのため内務省は、オーストラリア政府に彼の立場を正当とすべきか否かの保障を求めた。これを受けてColbungは民族の長老たちに、アボリジニ・トレス海峡諸島民委員会を通して内務省に自己の正当性を回答して欲しい旨求め、ATSICはパースで会合を開いて彼の障害を再び取り除く決定を下した。
Colbungは、イェーガン没後164周年に当たる7月11日行われる式典に間に合うよう発掘作業の開始を求めたが、それは実行されなかった。追悼式典はエバートンにあるイェーガンの墓で小規模で行われ、Colbungは7月15日に手ぶらでオーストラリアに帰国した。しかし発掘作業は、Colbungが知らないうちに開始された。埋葬地点の側に6フィート（2メートル弱）の穴が掘られ、その位置から箱に向けて水平方向に掘り進められた。この手法が採用されたことで、発掘はどのような反対意見にも邪魔されず、箱は掘り出された。翌日、ブラッドフォード大学から法医学・古生物学者が派遣され、骨折部分とペティグルーの記録を検証し、頭蓋骨がイェーガンのものであることを同定した。遺骨は一時的に博物館に保管され、8月29日にはリヴァプール市議会へ提出された。

### 返還と論争
1997年8月27日、Colbung、Robert Bropho、リチャード・ウィルクス（Richard Wilkes）、ヌンガーのMingli Wanjurriからなる代表団がイェーガンの頭蓋骨を受け取るためイギリスに入った。代表団はもっと大規模になる予定だったが、直近になって連邦基金が費用を渋ったため縮小された。
しかし、返還はすぐには行われなかった。何故なら、Corrie Bodneyというヌンガーが所有権を主張して西オーストラリア州最高裁判所に告訴したためである。訴状によると、彼の一族が唯一正当なイェーガンの子孫であり、発掘は違法で、オーストラリアに移す行為も伝統的または宗教的な必然性は全く無いと主張した。さらに他のヌンガーAlbert Corunnaも自分こそ最もイェーガンに近い系統だと訴え出た。最高裁判所は英国政府の行動を緊急に規制する権限を持っていなかったので、西オーストラリア州政府にイェーガンの遺骨引渡しを一時保留するよう求めた。事情を考慮したイギリス政府は、引渡しを一時見合わせ問題解決を待った。裁判所は、Bodneyが返還計画に以前は同意していたこと、民族の古老や人類学者へ行った調査の結果がどちらもBodneyの主張に反駁する内容だったことを考慮して、訴えを退けた。
1997年8月31日、リヴァプール市庁舎で式典が行われ、イェーガンの頭蓋骨がヌンガーの代表団に引き渡された。この際、Colbungは同日に亡くなったダイアナ妃の事件と結びつけ、「イギリス人（Poms - Prisoner Of Motherlands）は自ら犯した罪の対する罰を受けたのだ。彼らは、我々がそうしているように、自然の意志を学び取る態度が求められているのだ」と語った。このコメントはメディアに取り上げられオーストラリア中で報道され、驚きや怒りの反響が数多く提起された。後にColbungは、このコメントは真意を伝えていないと抗議した。
パース返還の途上にあっても、依然としてイェーガンの頭蓋骨についての議論や争いは喚起され続けた。埋葬についてはリチャード・ウィルクスを委員長とした「イェーガン再埋葬委員会」（Committee for the Reburial of Yagan's Kaat）が責任を持つことになったのだが、年長者たちの意見が纏まらず、再埋葬はすぐに行われなかった。議論が紛糾したポイントは主に埋葬地をどうするかであり、イェーガンの身体がどこに埋められたか明瞭でない点、またそもそも頭部と身体を一箇所に埋葬すべきかどうかで揉めていた。パース郊外のBelhusにあるウエスト・スワン街道のいずれかの地と推測されている、身体が埋葬された地を特定しようという調査は何度も行われていた。1998年からはリモートセンシング調査が行われたが結果は出ず、引き続き行われた2年間の考古学的調査でもさしたる成果は得られなかった。
この状況に、頭部と胴体を別々に埋葬する是非が論争された。リチャード・ウィルクスは、イェーガンが殺された地に頭部を埋葬すれば、ドリーミングの精神が彼の遺体をふたたびひとつにすると主張し、別々へ埋葬することを支持した。
1998年、西オーストラリア州開発委員会とアボリジニ関係局は共同で「イェーガン埋葬マスタープラン」を策定し、彼が埋葬されたとされる地所の所有権、管理、開発や将来にわたる利用などを定めた。そこには、埋葬地を首都墓地評議会（Metropolitan Cemeteries Board）が管理する先住民用の埋葬地に移すことも考慮されていた。
その後、イェーガンの頭蓋骨は検視官の手によって修復が施されて一時的に銀行の金庫室に置かれ、その後は州の死体安置所に保管された。埋葬予定は何度も延期や遅れを見せ、その度にヌンガーのグループ間で争いの火種になった。再埋葬委員会は記念公園やモニュメントを作って金儲けのネタにしようとしていると、ヌンガー共同体が告発したためである。これに対しリチャード・ウィルクスは、委員会メンバーはイェーガン直系に当たり、また適切な埋葬を志向しているが、用地交渉が長引いているために遅れているだけだと反論した。2006年6月には、ウィルクスは頭部埋葬を2007年7月までに実行する予定だと表明した。また同年、火葬し灰をスワン川に流す代替案がColbungから提示された。

### 再埋葬
NAIDOCウィークの最終日の前日にあたる2010年7月10日、イェーガンの頭蓋骨はヌンガー族の年長者のみによる私的な式典の後に埋葬された。
埋葬されたのはパース郊外のベルフスであり、イェーガンの胴体が埋められた場所に近いと信じられているためである。
埋葬と共に、「イェーガン記念公園」の開園式が行われ、ヌンガー族の年長者たち、政府関係者ら300人が出席した。 西オーストラリア州首相のコリン・バーネットは、「この日はすべての西オーストラリアの人々にとって素晴らしい日だ」と述べた。

## 伝説
イェーガンは今やオーストラリアの有名な歴史的人物と評されている。『オーストラリア人名辞典』への採録や、西オーストラリア州の授業カリキュラムへも取り入れられている。ヌンガーの人々にとって最も重要な存在のひとつであり、「尊敬を集め、敬愛され、勇猛さを示した人物……西オーストラリア南西域の、愛国者であり神秘的な英雄である」と評されている。

## 影響

### あぁ、哀しきイェーガン
1997年9月6日、ウエスト・オーストラリアン紙に、ディーン・オルストンによる漫画『あぁ、哀しきイェーガン』（Alas Poor Yagan）が掲載された。
これは、イェーガン頭部の返還が、ヌンガー内の一体化を醸成するどころか逆に紛争の原因になっていることを批判した内容であった。この漫画は、ヌンガーの文化を侮辱しているとも、伝統的民族であるアボリジニの正統性に疑問を投げかけたとも解釈された。そのため多くの先住民やヌンガーの長老たちは人権・機会均等委員会に苦情を申し立てた。委員会は、この漫画が誤ったヌンガーについての情報に基づいていると判断したが、人種差別を禁止する法律には抵触していないと判断した。この判断はオーストラリア連邦裁判所に支持された。

### 彫像

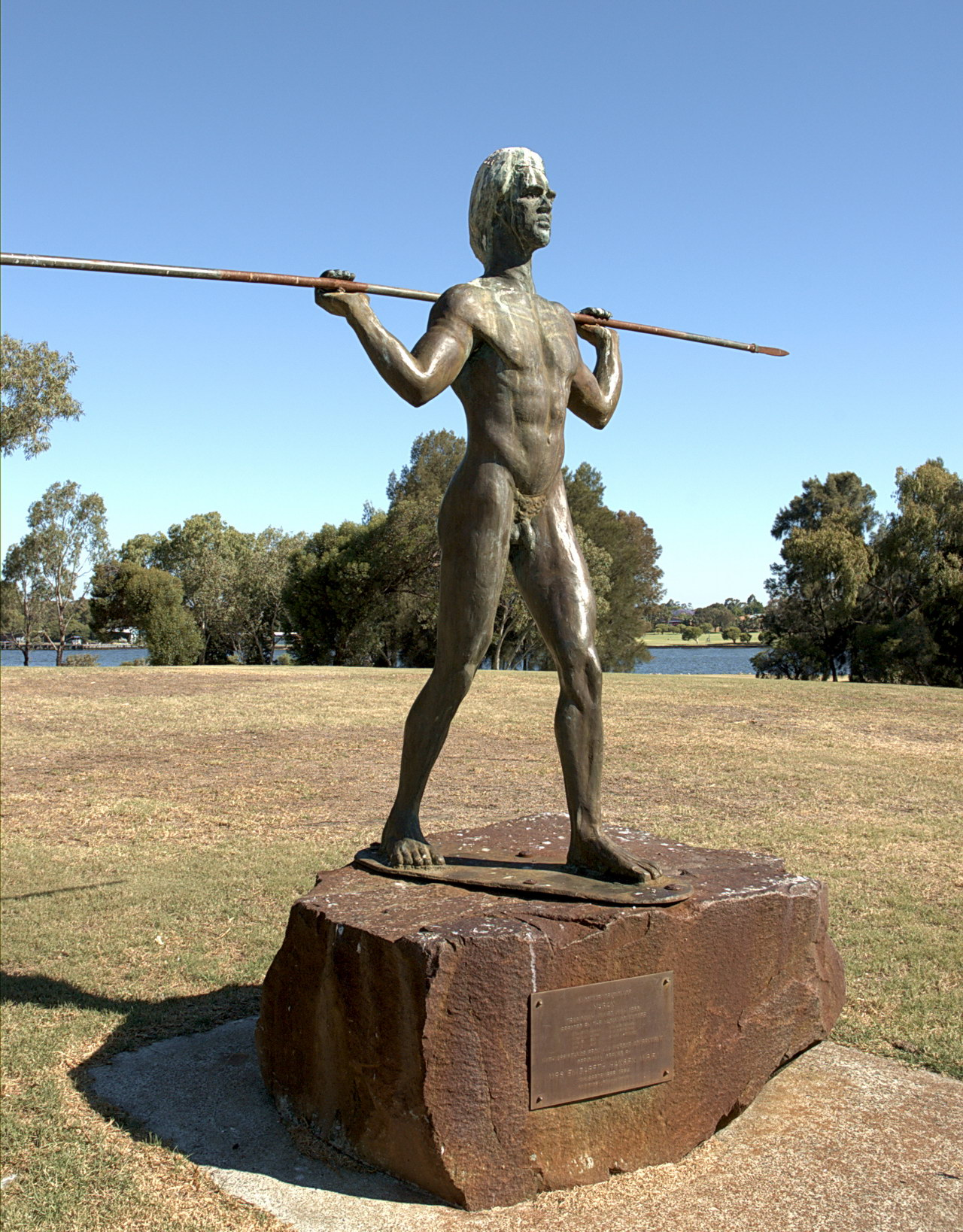
ハリソン島にあるイェーガンの像

1970年代半ば頃、ヌンガーのメンバーがスワン川植民地150周年記念（WAY 79）の一環としてイェーガンの像建立を陳情したが、地方の歴史家たちが西オーストラリア州首相チャールズ・コートにイェーガンは像を建てる程重要な人物ではないと提言したため、これは認められなかった。Colbungは、「コート首相は、納税者が誰も顧みず朽ちた西オーストラリア州初代総督ジェームス・スターリングの墓を磨くことに熱心なのだ」と非難した。
政府には拒絶されたが、ヌンガー共同体はイェーガン委員会を設立して募金を呼びかけた。最終的には充分な資金が集まり、彫像製作はオーストラリアの彫刻家ロバート・ヒッチコックに依頼された。完成した青銅製彫像は、槍を両肩に背負って立つ裸身のイェーガンの、等身大の姿が形作られていた。除幕はイェーガン委員会の会長であるエリザベス・ハンソンによって1984年9月11日に執り行われた。この像はパース近郊の、スワン川の中州であるハリソン島に展示された。
1997年、イェーガンの頭蓋骨がパースに返還された週に、この像の頭部が何者かによって切断され持ち去られる事件が起きた。破損された部分は修復されたが、またも同様に壊された。この事件に関し、「英国の忠臣」なる匿名の者からダイアナ元妃についてのColbungのコメントに対する報復という声明が寄せられたが、西オーストラリア警察は犯人の特定や頭部の奪回には至っていない。現在のところ、三度目の犯行は発生していない。
2002年、西オーストラリア州下院議員のジャネット・ウーラードが、この像の局部を覆い隠すべきだと主張したが、これは実行されなかった。2005年11月には返還時の代表のひとりリチャード・ウィルクスが、実際のイェーガンはいつもこんな素っ裸でいたわけではなかったと、同様の意見を述べた。また、頭部についても監察医が復元したものを元に作り直すべきだとも主張した。

### 文学・映画
作家兼歴史家のメアリー・デュラックは1964年に、イェーガンの生涯を題材にした子供向けフィクション小説『The Courteous Savage: Yagan of the Swan River』（「礼儀正しい野蛮人、スワン川のイェーガン」の意）を著した。1976年に再版された際、タイトルの「Savage」（野蛮人）が人種差別的だと考えられ、タイトルは『Yagan of the Bibbulmun』（「ビブルマン（ヌンガーの別名）のイェーガン」）と改められた。
1997年、先住民族の小説家アーチ・ウェラは、繰り返されたイェーガン像の頭部切断を題材とした短編小説『Confessions of a Headhunter』（「ヘッドハンターの告白」）を執筆した。1999年には映画監督のサリー・ライリー（Sally Riley）の協力を得て脚本化され、2000年には小説と同名の35分映画が製作された。
ライリー製作のこの映画は、2000年のAFI賞（オーストラリアのアカデミー賞に相当）を受賞し、翌年に脚本はWestern Australian Premier's Book Awardsの脚本賞を獲得した。
2002年には南アフリカ生まれでオーストラリア国籍の詩人ジョン・マティアが発表した通算4作目の詩集『Loanwords』の中で、季節に対応する4編の3番目「In the Presence of a Severed Head」（「刈られた首の前で」の意）でイェーガンを主題に取り上げている。

### その他の影響
1989年9月、西オーストラリア農務省が砂地で栽培した早期収穫が可能な大麦の品種に「Hordeum vulgare (Barley) c.v. Yagan」という名をつけた。この大麦は一般に「イェーガン」と呼ばれ、西オーストラリア伝統の栽培品種を受け継いだ穀物でもある。